# Lemon Demon
 (novembre 2023).
La mise en forme du texte ne suit pas les recommandations de Wikipédia : il faut le « wikifier ».
Les points d'amélioration suivants sont les cas les plus fréquents. Le détail des points à revoir est peut-être précisé sur la page de discussion.
- Les titres sont pré-formatés par le logiciel. Ils ne sont ni en capitales, ni en gras.
- Le texte ne doit pas être écrit en capitales (les noms de famille non plus), ni en gras, ni en italique, ni en « petit »…
- Le gras n'est utilisé que pour surligner le titre de l'article dans l'introduction, une seule fois.
- L'italique est rarement utilisé : mots en langue étrangère, titres d'œuvres, noms de bateaux, etc.
- Les citations ne sont pas en italique mais en corps de texte normal. Elles sont entourées par des guillemets français : « et ».
- Les listes à puces sont à éviter, des paragraphes rédigés étant largement préférés. Les tableaux sont à réserver à la présentation de données structurées (résultats, etc.).
- Les appels de note de bas de page (petits chiffres en exposant, introduits par l'outil «  Source ») sont à placer entre la fin de phrase et le point final[comme ça].
- Les liens internes (vers d'autres articles de Wikipédia) sont à choisir avec parcimonie. Créez des liens vers des articles approfondissant le sujet. Les termes génériques sans rapport avec le sujet sont à éviter, ainsi que les répétitions de liens vers un même terme.
- Les liens externes sont à placer uniquement dans une section « Liens externes », à la fin de l'article. Ces liens sont à choisir avec parcimonie suivant les règles définies. Si un lien sert de source à l'article, son insertion dans le texte est à faire par les notes de bas de page.
- La présentation des références doit suivre les conventions bibliographiques. Il est recommandé d'utiliser les modèles {{Ouvrage}}, {{Chapitre}}, {{Article}}, {{Lien web}} et/ou {{Bibliographie}}. Le mode d'édition visuel peut mettre en forme automatiquement les références.
- Insérer une infobox (cadre d'informations à droite) n'est pas obligatoire pour parachever la mise en page.

Pour une aide détaillée, merci de consulter Aide:Wikification.
Si vous pensez que ces points ont été résolus, vous pouvez retirer ce bandeau et améliorer la mise en forme d'un autre article.
Lemon Demon est un projet musical créé par le comédien et musicien américain Neil Cicierega en 2003 à Boston, Massachusetts. La plupart de la musique de Lemon Demon est créé seul par Cicierega, qui est le seul membre officiel du projet, mais un groupe complet est généralement constitué pour les spectacles en direct. Cicierega a déjà publié de la musique instrumentale et plusieurs remix de musique de jeux vidéo sous les surnoms "Trapezoid" et "Deporitaz" à la fin des années 1990 et au début des années 2000, tout en étant fréquemment actif sur Adventure Game Studio.

## Histoire
Neil Cicierega a sorti trois albums instrumentaux sous le nom de "Trapezoid", qui a été changé rétroactivement en "Deporitaz" car un groupe existant appelé Trapezoid a exigé qu'il le change. À propos de la change à Lemon Demon, il a déclaré : "Finalement, j'ai commencé à expérimenter le chant, et une fois que je me suis senti prêt à le faire à plein temps, je me suis baptisé Lemon Demon et je me suis lancé de front."
Depuis 2003, Cicierega a sorti sept albums complets sous le nom  Lemon Demon. En 2005, lui et l'animateur Shawn Vulliez ont sorti un clip vidéo d'animation Flash intitulé " The Ultimate Showdown of Ultimate Destiny " sur Newgrounds. Cela a eu plus que 12 millions de vues sur Newgrounds et a dépassé les "Funny Five" sur The Dr. Demento Show pendant plusieurs semaines et est devenu la demande n ° 1 pour 2006. La chanson a ensuite été incluse dans l'album Dinosaurchestra de 2006. En avril 2009, Cicierega a sorti ses quatre premiers albums en téléchargement gratuit sur son site Internet. Un version plus récente de "The Ultimate Showdown of Ultimate Destiny" a été diffusé sur le Rock Band Network en 2010.
En janvier 2016, Cicierega a annoncé Spirit Phone, un album complet de Lemon Demon sorti le 29 février 2016. Spirit Phone était l'album le plus vendu sur Bandcamp pour la première semaine de sa sortie,. Le 10 juillet 2018, il a été annoncé que des copies de l'album sur CD, cassette et vinyle seraient vendues via Needlejuice Records, qui distribuerait plus tard des versions remasterisées des EP de Lemon Demon , I Am Become Christmas  et Nature Tapes, ainsi que ses albums View-Monster, Dinosaurchestra, Damn Skippy et Hip to the Javabean. "Touch-Tone Telephone" est devenu la chanson la plus jouée de Lemon Demon, la première à surpasser "The Ultimate Showdown of Ultimate Destiny" et en juillet 2023, a recueilli plus de 60 millions d'écoutes sur Spotify.
Le 19 juin 2020, Needlejuice Records a sorti Needlejustice, une compilation caritative contenant 22 chansons d'artistes qu'ils représentent (dont Lemon Demon) au profit du NAACP Legal Defence Fund . Cicierega a contribué à une chanson pour l'album intitulée "Funkytown", qui avait initialement été téléchargée sur sa page Patreon en 2017. Il présente des hommages à des chansons populaires des années 1970 et 1980, dont le titre " Funkytown " de Lipps Inc..

## Discographie

### Albums studios
- Clown Circus (2003)
- Live from the Haunted Candle Shop (2003)
- Hip to the Javabean (2004)
- Damn Skippy (2005)
- Dinosaurchestra (2006)
- View-Monster (2008)
- Almanac 2009 (2009)
- Spirit Phone (2016)

### Lectures prolongées
- Live (Only Not) (2011)[17]
- I Am Become Christmas (2012)
- Nature Tapes (2014)[17]
- Something Glowing (2020)
- Acrobat Unstable Record (2022)

(Something Glowing et Acrobat Unstable Record sont des compilations de chansons déjà sorties sur d'autres albums sur vinyle 7 pouces, principalement des titres bonus)

## Membres

### Membres officiels
- Neil Cicierega - chant, claviers, guitare, programmation, percussions, composition, production (2003–présent)

### Membres en direct
- Alora Lanzillotta – guitare basse, chant (2004–2012)
- Charles "Chooch" Sergio - guitare (2006–2012)
- Anthony Wry – batterie (2007–2008), guitare, chant (2012)
- Dave Kitsberg – guitare, chant (2008–2012)
- Greg Lanzillotta – batterie (2009–2012)